# Батагай (аэропорт)
Аэропорт «Батага́й» — региональный аэропорт посёлка Батагай Верхоянского улуса Якутии, расположен в 2,5 км юго-восточнее посёлка. Обеспечивает регулярное авиасообщение с региональным центром — Якутском, а также вертолётное сообщение с другими населёнными пунктами района.

## Технические характеристики
Аэродром: класса Г, ГВПП-1, магнитный курс 46°–226°; 2000х75 м, покрытие ПГС, без категории, разрешена эксплуатация круглосуточно.
Принимаемые типы ВС: Ан-2, Ан-8, Ан-12, Ан-24, Ан-26, Ан-30, Ан-32, Ан-72, Ан-74, L-410, ТВС-2МС, Ил-14, Як-40, DНC-8 Q400 и другие ВС 3-4 класса, а также вертолёты всех типов.

## Показатели деятельности
| год             | 2014 | 2015 | 2016 | 2017 |
| тыс. пассажиров | 26,2 | 26,1 | 30,9 | 29,3 |
| Источники:      |      |      |      |      |